# Geschützter Landschaftsbestandteil Bachaue Steinberg

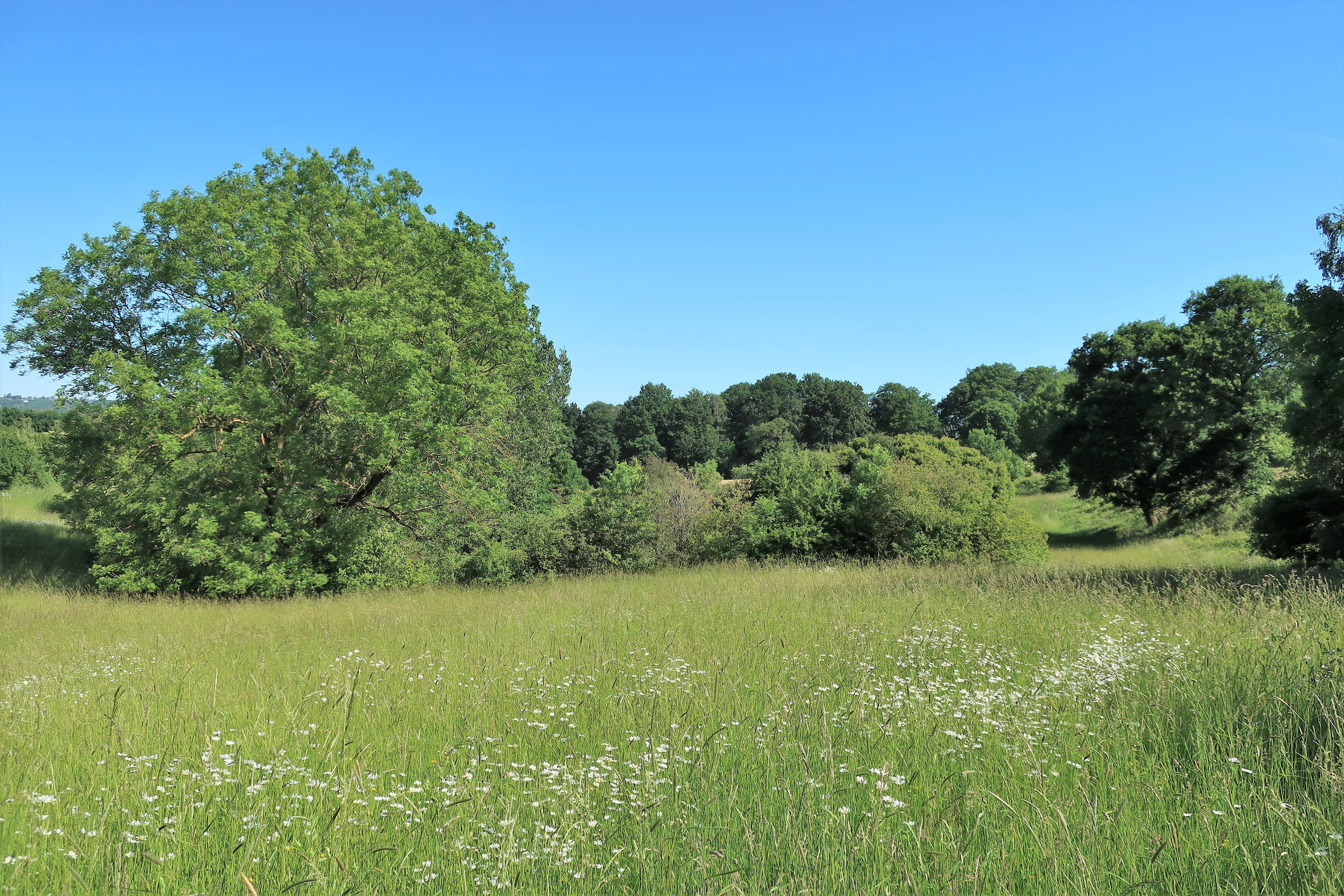
Geschützter Landschaftsbestandteil Bachaue Steinberg

Der Geschützte Landschaftsbestandteil Bachaue Steinberg mit einer Flächengröße von 5,0 ha befindet sich östlich von Garenfeld auf dem Gebiet der kreisfreien Stadt Hagen in Nordrhein-Westfalen. Der LB wurde 1994 mit dem Landschaftsplan der Stadt Hagen vom Stadtrat von Hagen ausgewiesen. Der LB liegt westlich der Villigster Straße und umfasst den Oberlauf des Steinbergbaches einschließlich der Grünlandaue.

## Schutzzweck
Laut Landschaftsplan erfolgte die Ausweisung:
- „zur Sicherung der Leistungsfähigkeit des Naturhaushalts durch Erhalt einer extensiv genutzten Bachaue als Lebensraum insbesondere für seltene Tier- und Pflanzenarten der nährstoffärmeren Feuchtwiesen und weiden sowie der Fließgewässergemeinschaften,
- zur Gliederung, Belebung und Pflege des Landschaftsbildes durch Erhalt prägender Landschaftselemente.
- zur Gliederung, Belebung und Pflege des Landschaftsbildes durch Erhalt landschaftsbildprägender Reliefstrukturen und extensiver Landnutzungsformen und
- zur Abwehr schädlicher Einwirkungen auf das Fließgewässer durch Minderung des Eintrags von Düngestoffen und Pflanzenbehandlungsmitteln und der Beeinträchtigungen durch Viehtritt.“[1]

## Gebot im LB
Zusätzlich zu den umfangreichen Verboten und Geboten für alle Geschützten Landschaftsbestandteile in Hagen, wurde für dieses LB im Landschaftsplan die folgenden Gebote erlassen:
- „die Pflege der Wiesenaue durch ein- bis zweimalige Mahd im Jahr und Abtransport des Mähgutes; in Teilbereichen kann die Pflege auch durch eine Beweidung mit max. zwei Großvieheinheiten/ha erfolgen,
- Renaturierung des Steinbergbaches, insbesondere die Aufhebung der Bachaufstauungen und die Wiederherstellung des ursprünglichen Gewässerbettes,
- das Anpflanzen von Ufergehölzen,
- die Aufhebung der Erddeponie unterhalb des Kleingewässers und
- die Anlage dreireihiger Gehölzstreifen entlang der westlichen und nördlichen Grenzen des Schutzgebietes.“[1]